# Heinz Günther Tillmann
Heinz Günther Tillmann (* 30. September 1924 in Massen; † 26. August 2017 in Münster) war ein deutscher Mathematiker.

## Leben
Er studierte an der Universität Münster, wo er am 20. August 1951 zum Dr. rer. nat. bei Helmut Ulm promoviert wurde. Nach der Habilitation 1956/1957 an der Universität Mainz war er dort auch von 1962 bis 1976 zuerst als außerordentlicher Professor und dann als ordentlicher Professor tätig. 1976 folgte er dem Ruf an die Universität Münster, wo er bis zu seiner Emeritierung als ordentlicher Professor lehrte (1978/1979 und 1988/1989: Dekan des Fachbereichs).

## Schriften (Auswahl)
- Gleichungstheorie im Hilbertschen Raum. 1951, OCLC 720499329.
- Die Fortsetzung analytischer Funktionale. Göttingen 1957, OCLC 928965157.